# Norma Ibarra
Norma Ibarra (Hermosillo, Sonora, 23 de abril de 1984) también conocida como La Piro es una fotógrafa mexicana de deportes que ha exhibido su trabajo alrededor del mundo, en revistas como Thrasher y ha participado en campañas internacionales para Nike y Vans.

## Biografía
Norma estudió turismo y marketing en su ciudad natal y a los 25 años emigró a Canadá para mejorar su calidad de vida.
En Canadá comenzó a practicar ciclismo de montaña; sin embargo tuvo que renunciar al deporte por algunas lesiones y por lo caro que le resultaba llevarlo a cabo.

## Trayectoria fotográfica
Norma emigró a Canadá en 2009 para estudiar inglés y trabajar como niñera y fue ahí en donde empezó a patinar y documentar la trayectoria de patinadoras como Una Farrar, Breana Geering y Fabiana Delfino.
Empezó a fotografiar a mujeres, personas transgénero y de la comunidad LGBTTTIQ+, personas negras e indígenas dentro del skateboarding tras sufrir fractura en los tobillos mientras patinaba en 2016 y darse cuenta de que los medios no le daban la misma cobertura a estas comunidad; así fue como decidió visibilizarlas a través de la fotografía.
Además, es fundadora de HMO Skate Girl en Hermosillo y colabora con Skate Like a Girl, en Vancouver; U Can Skate de la Ciudad de México, entre otras asociaciones de mujeres alrededor del mundo.

## Obras
- En agosto de 2021 publicó Para ti,  libro que contiene fotografías de patinadoras de Ciudad de México, Jalisco, Nayarit y Sonora.[4][5][8]